# Vitrinizonites latissimus
Vitrinizonites latissimus är en snäckart som först beskrevs av J. Lewis 1875.  Vitrinizonites latissimus ingår i släktet Vitrinizonites och familjen Zonitidae. Inga underarter finns listade i Catalogue of Life.